# Nomada pictiscutum
Nomada pictiscutum är en biart som beskrevs av Johann Dietrich Alfken 1927. Nomada pictiscutum ingår i släktet gökbin, och familjen långtungebin. Inga underarter finns listade i Catalogue of Life.